# Grillby
Grillby is een plaats in de gemeente Enköping in het landschap Uppland en de provincie Uppsala län in Zweden. De plaats heeft 1001 inwoners (2005) en een oppervlakte van 85 hectare.